# Nguyễn Tiến Hải (chính khách)
Nguyễn Tiến Hải (sinh năm 1965) là một chính trị gia Việt Nam. Ông hiện là Ủy viên Ban Chấp hành Trung ương Đảng Cộng sản Việt Nam khóa XIII, Bí thư Tỉnh ủy An Giang.
Ông từng Bí thư Tỉnh ủy Cà Mau, Chủ tịch HĐND tỉnh Cà Mau, Phó Bí thư Tỉnh ủy, Chủ tịch UBNB tỉnh Cà Mau, Bí thư Tỉnh ủy Kiên Giang.

## Lý lịch và học vấn
Nguyễn Tiến Hải sinh ngày 31 tháng 8 năm 1965, quê quán xã Tân Thành, thành phố Cà Mau, tỉnh Cà Mau;
Ngày vào Đảng Cộng sản Việt Nam: 2/9/1987.
Trình độ chuyên môn: Cử nhân Luật, Thạc sĩ Quản lý hành chính công; Ngoại ngữ: Tiếng Anh C;
Lý luận chính trị: Cao cấp;
Khen thưởng: Huân chương Lao động hạng Ba (2007); Huân chương Lao động hạng Hai (2012);

## Sự nghiệp
Nguyễn Tiến Hải từng đảm nhận các chức vụ Phó Bí thư Tỉnh đoàn, Bí thư Huyện ủy Cái Nước, Giám đốc Sở Tư pháp; Phó Chủ tịch Ủy ban nhân dân tỉnh Cà Mau;
Ngày 3/7/2014, Ban Bí thư Trung ương Đảng đã chuẩn y Nguyễn Tiến Hải, Ủy viên Ban thường vụ Tỉnh ủy, Phó Chủ tịch Ủy ban nhân dân tỉnh làm Phó bí thư Tỉnh ủy Cà Mau nhiệm kỳ 2010- 2015,
Sáng ngày 30/6/2015, tại kỳ họp thứ 12 Hội đồng nhân dân tỉnh Cà Mau khóa VIII, đã bầu Nguyễn Tiến Hải giữ chức vụ Chủ tịch Ủy ban nhân dân tỉnh Cà Mau, nhiệm kỳ 2011-2016, với 48/49 phiếu thuận.
Ngày 29/6/2016, tại kỳ họp thứ nhất, Hội đồng nhân dân tỉnh Cà Mau khóa IX, Nguyễn Tiến Hải được bầu tái đắc cử Chủ tịch Ủy ban nhân dân tỉnh Cà Mau nhiệm kỳ 2016-2021.
Ngày 25 tháng 6 năm 2020, Ban Chấp hành Đảng bộ tỉnh Cà Mau khóa IX tiến hành kỳ họp lần thứ 26 để bầu chức danh Bí thư Tỉnh ủy Cà Mau, thay thế ông Dương Thanh Bình được Trung ương điều động, phân công về công tác tại Ủy ban thường vụ Quốc hội. Ông Nguyễn Tiến Hải, Phó Bí thư Tỉnh ủy, Chủ tịch UBND tỉnh được bầu giữ chức Bí thư Tỉnh ủy Cà Mau nhiệm kỳ 2015-2020. Ngày 4/7/2020, Bộ Chính trị chuẩn y ông Nguyễn Tiến Hải giữ chức danh Bí thư Tỉnh ủy Cà Mau.
Ngày 17 tháng 1 năm 2025, Ban Thường vụ Tỉnh ủy Kiên Giang tổ chức hội nghị Ban Chấp hành Đảng bộ tỉnh để công bố quyết định của Bộ Chính trị về công tác cán bộ. Tại hội nghị, Ban Tổ chức Trung ương công bố quyết định của Bộ Chính trị về việc điều động, chỉ định ông Nguyễn Tiến Hải - Ủy viên Trung ương Đảng, Bí thư Tỉnh ủy, Chủ tịch HĐND tỉnh Cà Mau thôi tham gia Ban Chấp hành, Ban Thường vụ, thôi giữ chức vụ Bí thư Tỉnh ủy Cà Mau nhiệm kỳ 2020-2025; điều động, phân công, chỉ định tham gia Ban Chấp hành, Ban Thường vụ, giữ chức Bí thư Tỉnh ủy Kiên Giang nhiệm kỳ 2020-2025.
Ngày 30 tháng 6 năm 2025, tại tỉnh An Giang, Chủ nhiệm Ủy ban Dân nguyện và Giám sát của Quốc hội Dương Thanh Bình công bố Nghị quyết của Quốc hội về sắp xếp đơn vị hành chính cấp tỉnh (sáp nhập tỉnh An Giang và Kiên Giang thành tỉnh An Giang mới) và cấp xã. Phó Thủ tướng Chính phủ Mai Văn Chính công bố và trao quyết định của Bộ Chính trị về việc thành lập Đảng bộ tỉnh An Giang mới, chỉ định đồng chí Bí thư Tỉnh ủy Kiên Giang Nguyễn Tiến Hải làm Bí thư Tỉnh ủy An Giang mới.